# Фабрика (инновационный парк)

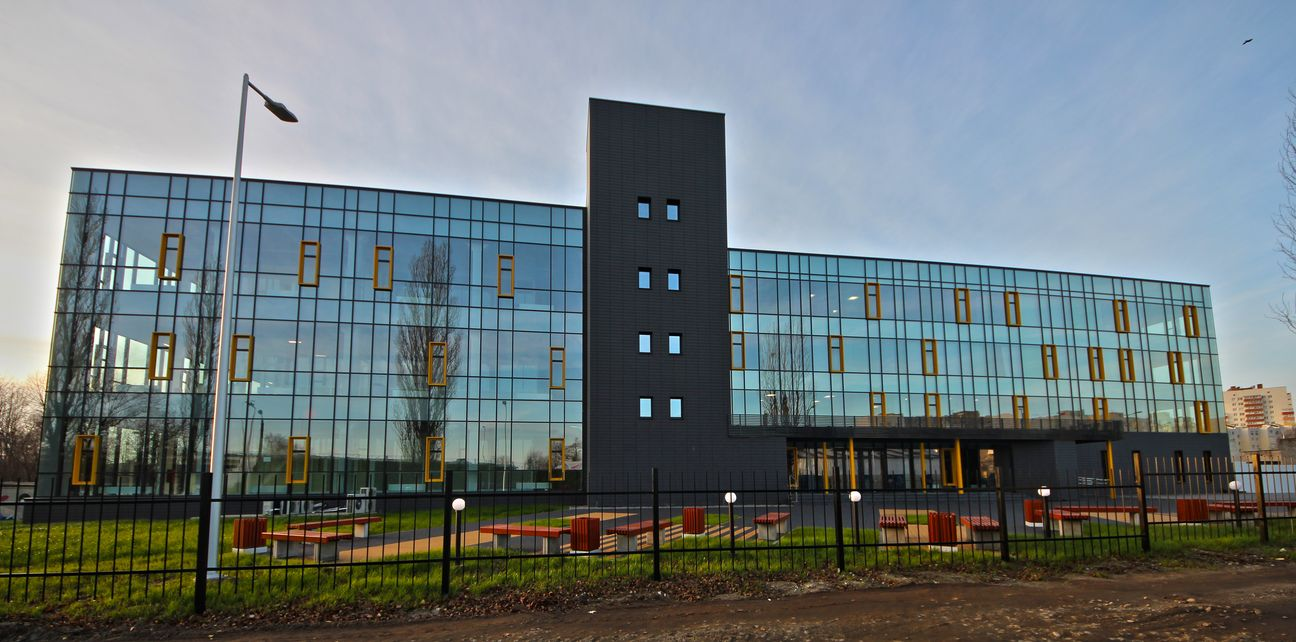
Научно-технологический парк «Фабрика»

Научно-технологический парк «Фабрика» — это инновационный бизнес-инкубатор Балтийского федерального университета имени Иммануила Канта, где сконцентрированы научно-исследовательские лаборатории разного профиля. «Фабрика» была создана на базе имущественного комплекса бывшей обувной фабрики, представляющей собой три сблокированных здания площадью 7,5 тыс. кв. м. «Фабрика» была передана БФУ им. И. Канта Правительством Калининградской области для целей развития университета.
Задача научно-технологического парка — реализация проектов, благодаря которым появляются устойчивые инновационные предприятия за счет объединения возможностей растущего научного потенциала университета по актуальным приоритетным направлениям с появляющимися новыми потребностями в модернизации секторов российской экономики. Открытие Научно-технологического парка «ФАБРИКА» было признано «Открытием года» экспертами региональной премии «ПРОФИ — Итоги 2014».
Основные функции
- Предоставление широких возможностей для самореализации талантливой молодежи и студентов (создание студенческих конструкторских и научных бюро);[6][7]
- Реализация комплексного подхода к подготовке и оснащению помещений для размещения новых лабораторий;
- Привлечение в университет и регион новых кадров высшей научной квалификации.

Основные исследования
Среди основных работ НТП «Фабрика» — создание калининградского научно-образовательного многофункционального комплекса подготовки и проведения синхротронных исследований «SynchrotronLIKE». xoptics.ru. Дата обращения: 25 января 2020. — комплекса научного оборудования, собранного и спроектированного совместно сотрудниками лаборатории рентгеновской оптики и физического материаловедения и НОЦ «Функциональные наноматериалы». Это аналог канала вывода синхротронного излучения на ускорительных комплексах, позволяющий в лабораторных условиях, без выезда в иностранные научные центры, проводить эксперименты по разработке и совершенствованию рентгенооптических элементов (составная преломляющая линза) и устройств (рентгеновские трансфокаторы). Эти разработки, в дальнейшем, могут применяться для широкого круга рентгеновских методик исследования микро- и нанообъектов на синхротронных и лабораторных источниках рентгеновского излучения. Кроме того, комплекс является тренировочной платформой для прохождения научно-исследовательского цикла синхротронных экспериментов в лабораторных условиях для дальнейшей работы на оборудовании ведущих мировых центров «Mega — science» класса. ria.ru. Дата обращения: 25 января 2020. (синхротроны нового поколения и лазеры на свободных электронах). Совместная работа научно-образовательного центра «Функциональные наноматериалы» и приглашенного ученого Анатолия Снигирёва , заведующего лабораторией рентгеновской оптики и физического материаловедения была оценена государством. Учёные получили мегагрант Правительства России.
Еще один важный момент — создание сотрудниками лаборатории осаждения тонкоплёночных материалов. Разработанный комплекс интегрирует в одном вакуумном пространстве разные методики импульсного лазерного осаждения, магнетронного распыления, атомного послойного осаждения и другие технологии. В результате создаются тонкоплёночные «умные» материалы. Так, уже разработаны наноматериалы в сфере электроники (прототипы элементов памяти нового поколения), в сфере энергетики (прототипы солнечных батарей) и медицине (биосовместимое покрытие имплантов).
Исследовательские центры НТП «Фабрика»:
- конструкторско-технологическое бюро;
- лаборатория когерентно-оптических измерительных систем;
- лаборатория оптических излучений;[12][13]
- лаборатория 3d-прототипирования и интеллектуальной робототехники;
- лаборатория новых магнитных материалов;
- лаборатория лазерных нанотехнологий и информационной биофизики;
- лаборатория рентгеновской оптики и физического материаловедения;[14]
- лаборатория фундаментального и прикладного материаловедения;
- лаборатория функциональных порошковых и углекомпозиционных материалов;[15][16][17]
- лаборатория «Клиническая фармакология»;
- лаборатория психоиммунологии;
- лаборатория молекулярно-генетических технологий;
- центр энергоэффективности;
- издательство БФУ им. И. Канта;
- НОЦ «Функциональные наноматериалы»;
- НОЦ «Информационно-коммуникационные технологии».